# Lobatse Stadium
El Lobatse Stadium es un estadio de usos múltiples en Lobatse, Botsuana.
Se utiliza sobre todo para los partidos de fútbol y sirve como el estadio local de Extension Gunners, como también la selección de Botsuana ha disputado partido en este estadio.
El estadio tiene capacidad para 22.000 personas.

## Historia
La construcción del Lobatse Stadium estuvo a cargo de la empresa china Zhong Gan Engineering, tenía un costo unicial de P 85.000.000 y llegó hasta los P 194.000.000, ya que tuvo retrasos para su entrega final.
Al principio, se suponía que debía entregarse en enero del 2010 y estaba destinado a los posibles beneficios de la Copa Mundial de Fútbol que se llevaría en Sudáfrica. No fue así porque la empresa china denunció el hecho de que no se les dio el plan final cuando comenzaron y tuvieron que esperar.
Cuando estaba a punto de completarse, se dijo que el terreno en el estadio no se había colocado correctamente y había que volver a hacerlo.
En general, el estadio estaba retrasado en nueve meses. Sin embargo, el estadio es un gran alivio, especialmente para la Liga Premier, ya que hay una escasez de estadios en todo el país.

## Inauguración
El estadio Lobatse, que al final costó 211 millones de pulas, se inauguró oficialmente con la visita del presidente de Malaui, el profesor Bingu wa Mutharika en abril del 2011, pero luego se descubrió que tenía un sistema de drenaje deficiente en su campo de fútbol. Por lo tanto, el contratista debía volver a hacer el trabajo a su propio costo. Parte de la razón del mal drenaje fue la mala mezcla de suelo utilizada en el campo.